# Beelitzhof

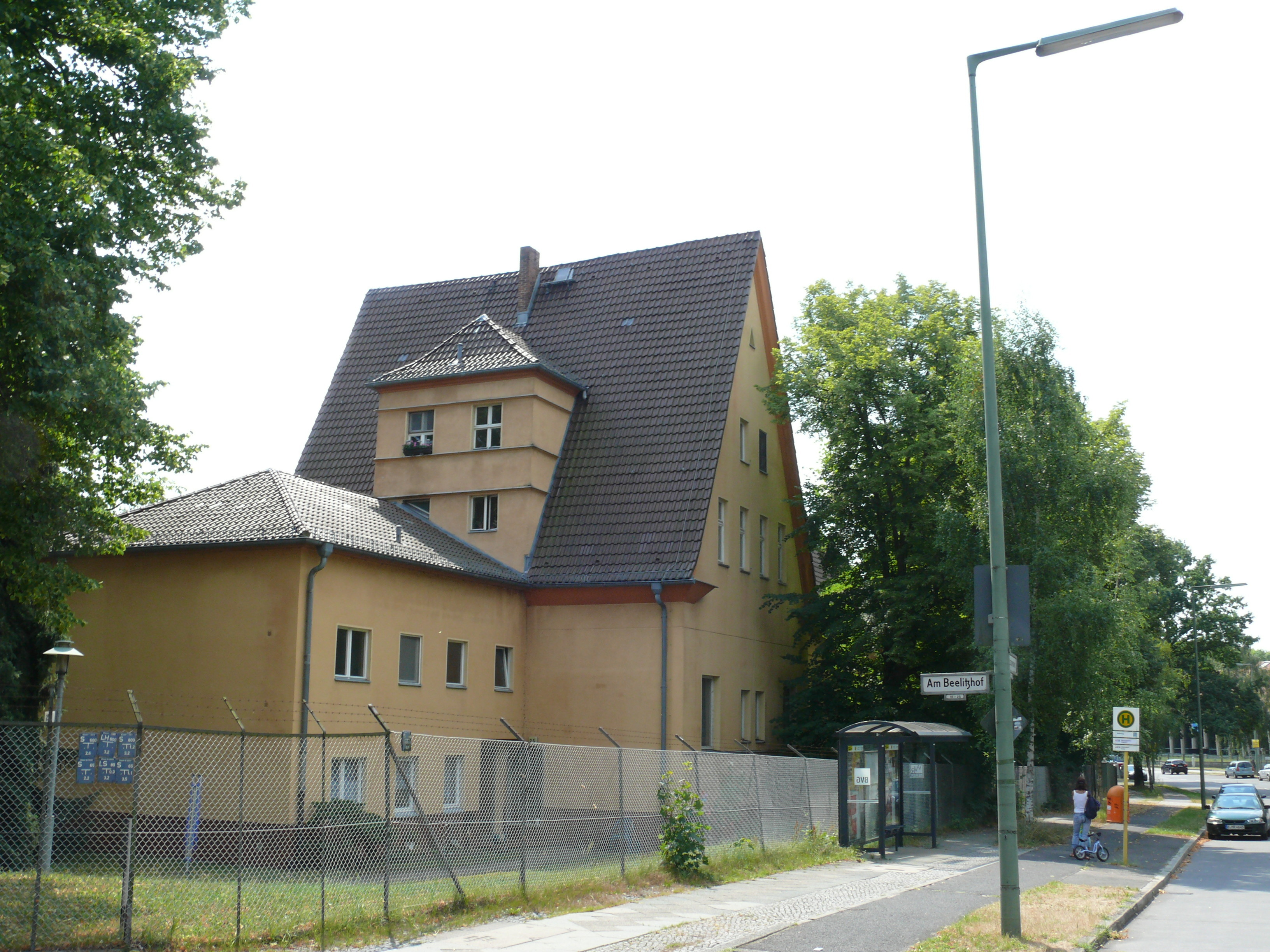
Das ehemalige Lokal Beelitzhof

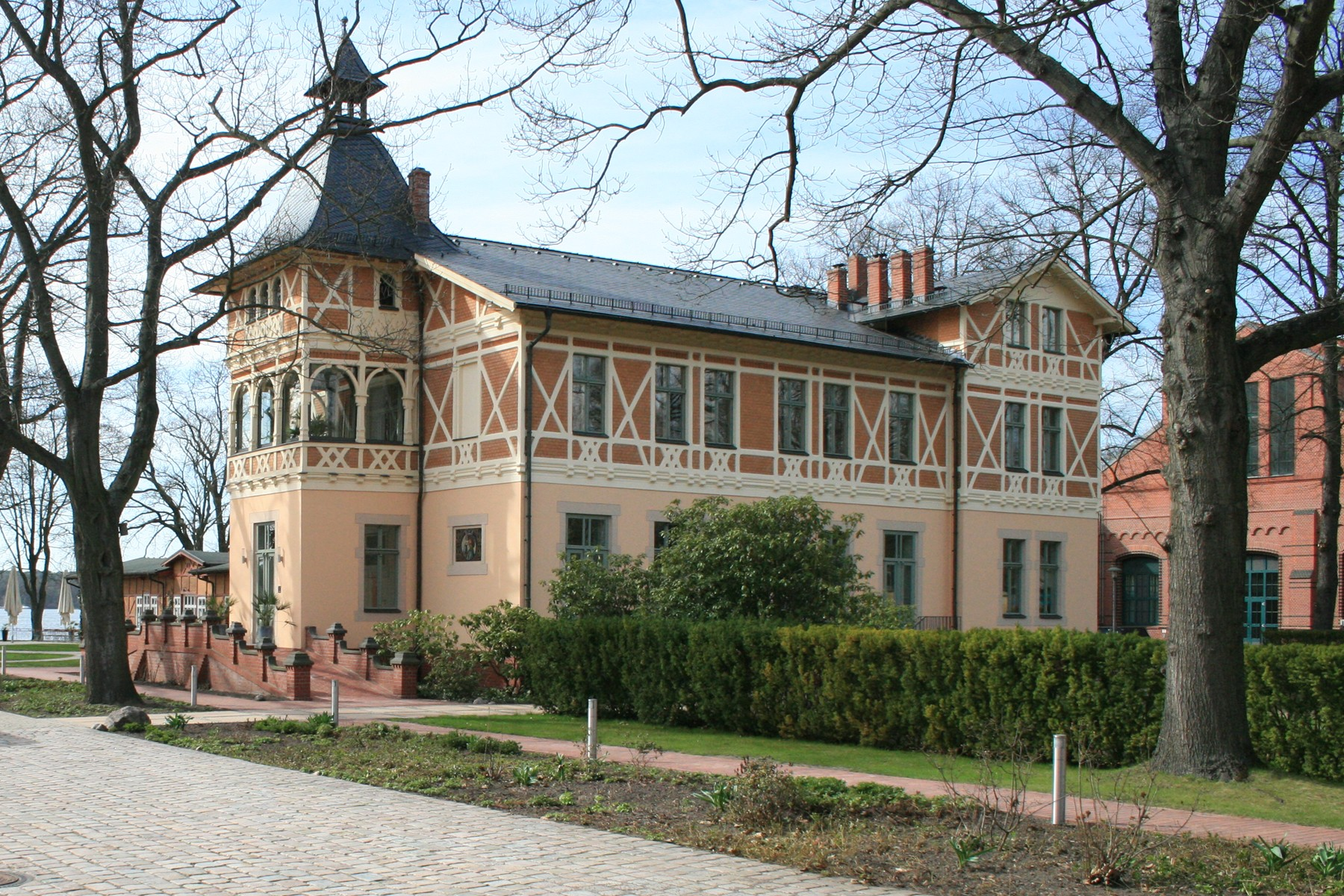
Das ehemalige Schloss Wannsee

Beelitzhof, auch Beelitz-Hof, war der Name eines Berliner Ausflugslokals und der zugehörigen Schiffsanlegestelle.

## Geschichte
Willy Schmidt kaufte um 1892 einem Fischer namens Beelitz das Grundstück „Mittelbusch“ am Wannsee ab, auf dem sich ein etwa 1862 errichtetes Haus samt Stall befand. Er richtete dort eine Gaststätte ein, die er nach dem Vorbesitzer Beelitzhof nannte. Nach und nach gelang es Schmidt, etliche benachbarte Grundstücke anzukaufen, auf denen er, unterstützt von dem Architekten Wilhelm Schuffenhauer, seine Projekte verwirklichen konnte. Dazu gehörten ein Tanzpavillon, ein Bootssteg, Pferdeställe, Übernachtungsmöglichkeiten etc. Auch ließ er die Uferlinie vor seinen Liegenschaften begradigen. Am Südgiebel des Lokals wurden zwei Mosaikbilder angebracht. Sie zeigten einen Landsknecht mit einem Bierkrug und eine Dame mit einem Weinglas.
Nachdem Schmidt sein neues Ausflugslokal, das Schloss Wannsee, errichtet hatte, ging der Beelitzhof 1898 in die Hände Heinrich Krügers über. Später gehörte er Friedrich Neumann.
Das Schloss Wannsee besaß einen Eiskeller und wurde, als das Radfahren in Mode kam, auch noch mit einem Fahrradunterstand ausgestattet. Ungefähr 2000 Besucher pro Tag kehrten in dem Ausflugslokal ein, in dem weniger Betuchte auch Gelegenheit hatten, ihren eigenen Kaffee zu kochen. Der Gebäudekomplex ist ein gelistetes Baudenkmal.
Bis in die 1950er Jahre wurde die Schiffsanlegestelle Beelitzhof von Schiffen der Reederei Otto Kagel angefahren. Kagels Unternehmen ging schließlich in der Stern und Kreisschiffahrt auf. Diese gliederte zwar die drei Kagel-Schiffe Scharnhorst, Troll und Fee in ihre Flotte ein, fuhr aber den Anleger Beelitzhof nicht mehr an. Ein viertes Schiff, das Kagel zwar betrieben, aber nicht besessen hatte, war die Alf der Familie Hansen. Die Alf wurde nach dem Ende der Reederei Otto Kagel von Hedwig Hansen betrieben. Die Familie Hansen war in Beelitzhof ansässig. Wo allerdings die Alf nach der Auflösung der Reederei Kagel verkehrte, geht aus den Quellen nicht hervor.
Trotz Aufgabe der Schiffsanlegestelle wurde zumindest das Schloss Wannsee noch bis in die 1980er Jahre von Ausflüglern besucht. Danach wurde es nur noch von Wassersportvereinen genutzt. Auch das einstige Lokal Beelitzhof wurde zum Sportlerheim.
Mittlerweile werden die Gebäude des Schlosses Wannsee am Kronprinzessinnenweg 21 von der Landesbank Berlin genutzt. Sie wurden bis 2010 denkmalgerecht saniert. Die Straße Am Beelitzhof erinnert an den einstigen Beelitzhof; sie hatte ursprünglich Mittelweg geheißen.